# Crnac (Bośnia i Hercegowina)
Crnac – wieś w Bośni i Hercegowinie, w Federacji Bośni i Hercegowiny, w kantonie dziesiątym, w gminie Bosansko Grahovo. W 2013 roku pozostawała niezamieszkana.